# Edipresse
Die Edipresse Groupe SA ist ein Schweizer Medienkonzern mit Sitz in Lausanne. Edipresse publiziert über 180 Magazine in 13 Ländern. 2010/2011 trat Edipresse die Schweizer Medienaktivitäten an das Zürcher Medienunternehmen Tamedia ab und konzentriert sich seither auf das internationale Mediengeschäft, in dem die Gruppe seit 1990 tätig ist. Weitere wichtige Geschäftsfelder sind Immobilien, vor allem in der Westschweiz, und Internet-Portale.

## Geschichte
Vorgängerin von Edipresse ist die Ende 1906 von Paul Allenspach, dem Leiter des Feuille d’Avis de Lausanne (gegründet 1762, seit 1972 24 heures), und den Druckereibesitzern Charles Viret-Genton und Jules Corba gegründete «Société de la Feuille d’Avis de Lausanne et des Imprimeries Réunies S.A.», welche die zwei Zeitungen La Feuille d’Avis de Lausanne und La Tribune de Lausanne (gegründet 1893) herausgab und im Besitz einer Druckerei war. 1910 schloss sich ihnen der Drucker und Verleger Georges-Antoine Bridel an. 1911 erwarb das Unternehmen die Tribune de Lausanne (seit 1984 Le Matin). 1925 wurde es von der von den Publicitas-Verwaltungsratsmitgliedern Charles Patru, Jacques Lamunière und Samuel Payot gegründeten «Lousonna S.A.» gekauft. 1937 erlangten die Familien Lamunière und Payot gemeinsam die Kontrolle über das Unternehmen. 1982 übernahm die Familie Lamunière einen Teil der Presseunternehmen von Lousonna unter dem Namen Edipresse S.A. Die Firma konzentrierte sich von nun an auf die Herausgabe von Zeitungen und Zeitschriften sowie auf grafische Arbeiten. Die darauffolgenden Jahre waren von der Expansion ins Ausland geprägt, vor allem in Ost- und Südeuropa, ab 2005 auch in Asien. 2010/2011 trennte sich Edipresse von seinen Schweizer Medienaktivitäten. 2011 zog sich Edipresse von der Börse zurück und ist seither ein reines Familienunternehmen im Besitz der Familie Lamunière.

## Medien Schweiz
Am 3. März 2009 kündigten Edipresse und Tamedia an, dass Tamedia die Schweizer Medienaktivitäten von Edipresse (u. a. Le Matin, Tribune de Genève, 24 heures, Bilan, La Broye, Journal de Morges) schrittweise übernehmen werde. Die Schweizer Wettbewerbskommission genehmigte den Zusammenschluss noch im gleichen Jahr. 2010 beteiligte sich Tamedia mit 49,9 % an der Edipresse-Tochter «Presse Publications SR S.A.» (PPSR), in der der grösste Teil der Schweizer Aktivitäten von Edipresse gebündelt war. Anfang 2011 übernahm Tamedia weitere 0,2 % und damit die Mehrheit an PPSR. Für die 50,1 % bezahlte Tamedia 207,3 Mio. CHF. Die für 2013 vorgesehene Übernahme des Restes von 49,9 % wurde auf 2011 vorgezogen. Der Preis war von der wirtschaftlichen Entwicklung des Unternehmens abhängig gemacht worden und betrug 324,1 Mio. CHF in bar sowie 250'000 Namenaktien von Tamedia im Werte von 31 Mio. CHF. Edipresse gewährte Tamedia das Recht, den Markennamen «Edipresse Suisse» noch bis Ende 2012 zu benutzen. Ende 2011 benannte Tamedia die Westschweizer Medienaktivitäten in «Tamedia Publications romandes» und 2012 die mitübernommene «Edipresse Publications S.A.» in «Tamedia Publications romandes SA» um, die Mitte 2013 dann die PPSR übernahm.
Edipresse Groupe ist in Genf zusammen mit Brice Lechevalier in einem Joint Venture in der 2002 gegründeten «GMT Publishing» tätig, die die Magazine GMT, Mountain Addict Gstaad, Skippers, voile & océan und Société Nautique de Genève herausgibt. GMT betreibt auch das Portal WorldTempus.com in französischer, englischer und chinesischer Sprache, das sich an Liebhaber von Uhren richtet.
Im Internet in der Schweiz ist Edipresse im Besitz von swissfriends.ch (Dating) und jobups.ch und ist an homegate.ch (Immobilien) sowie an QoQa.ch beteiligt, das die Portale Qwine.ch, Qsport.ch und Qooking.ch betreibt und eine Niederlassung in Frankreich hat (QoQa.fr).

## Medien Ausland
Edipresse gibt Magazine, namentlich im Bereich Frauenzeitschriften, People und Lifestyle, seit 1993 in Polen (23 Magazine, u. a. die älteste Frauenzeitschrift Przyjaciólka, sowie 12 Websites), seit 2000 in der Ukraine (30 Magazine, u. a. die Frauenzeitschrift Edinstvennaya) und seit 2003 in Russland (40 Magazine, u. a. die Frauenzeitschrift Samaya, sowie 12 Websites) heraus. Edipresse gehört in diesen Ländern zu den führenden Herausgebern von Magazinen.
Seit 2005 ist Edipresse auch auf dem asiatischen Markt, in Hongkong, Indonesien, Macau, Malaysia, auf den Philippinen, in Singapur, der Republik China (Taiwan) und Thailand, präsent. Sie bezeichnet sich als führend bei Medien, die dem Luxusbereich und dem Lifestyle gewidmet sind (u. a. die Lifestyle-Magazine Tatler).
Minderheitsbeteiligungen bestehen in Rumänien (seit 1998), Griechenland (seit 1998) und Mexiko (seit 2001). In Spanien, wo Edipresse seit 1990 tätig ist, hat sie ihre Beteiligungen stark reduziert, und aus Portugal, wo sie seit 1992 tätig war, hat sie sich ganz zurückgezogen.

## Internet-Portale
Edipresse bezeichnet «Digital Ventures» neben Medien und Immobilien als drittes wichtiges Geschäftsfeld. In diesem Bereich bestehen Minderheitsbeteiligungen am deutschen Unternehmen «21Diamonds», das ein Portal für den Verkauf von Uhren und Schmuck betreibt, am französischen Unternehmen «Alexias», das Portale für Immobilien, Finanzinformationen und Pferderennen betreibt, sowie am englischen Unternehmen «The Chapar», das ein Portal für Herrenmode betreibt.